# Adam Elliot
Adam Elliot, född 2 januari 1972 i södra Australien, är en regissör, manusförfattare och animatör inriktad på stop motionteknik. Elliot som under många år gjorde kortfilmer långfilmsdebuterade 2009 med Mary & Max. 2004 vann han en Oscar för Bästa animerade kortfilm med Harvie Krumpet.

## Filmografi
- Uncle (1996) Kortfilm
- Human Behavioural Case Studies. (1996) Kortfilm
- Cousin (1998) Kortfilm
- Borther (1999) Kortfilm
- Harvie Krumpet (2003) Kortfilm
- Mary & Max (2009) Långfilm
- Ernie Biscuit (2015) Kortfilm
- Memoir of a Snail (2024) Långfilm